# Miss Universo 1963
Miss Universo 1963 foi a 12.ª edição do concurso Miss Universo, realizada em 20 de julho de 1963 no Miami Beach Auditorium, em Miami Beach, Flórida, nos Estados Unidos. Candidatas de 50 países e territórios competiram pelo título. No final do evento, a Miss Universo 1962, Norma Nolan, da Argentina, coroou a brasileira Ieda Maria Vargas como sua sucessora, consagrando-se assim a primeira Miss Brasil a ser coroada Miss Universo.
Desde a criação do Miss Internacional em Long Beach, dois anos antes, depois da mudança do Miss Universo para Miami e para a costa leste, este concurso passou a ser considerado o principal concorrente, ao invés do Miss Mundo, que era realizado na Europa. O sucesso do Miss International forçou os organizadores do Miss Universo realizarem mudanças em seu formato pela primeira vez na história, já que, no ano anterior, o concurso concorrente tinha sido considerado mais organizado que o Miss Universo.

## Organização
Com 50 participantes, a primeira novidade foi realizar a parada das misses em carros abertos, similar ao que era feito em Long Beach. Desfilando em seus trajes típicos, as misses foram aplaudidas por dezenas de milhares de pessoas ao longo das calçadas da cidade. Além disso, a organização passou à imprensa informações de que, naquele ano, 50 mil jovens de cinquenta países competiram em concursos locais, estaduais e nacionais na esperança de irem ao Miss Universo, mais de 3 mil pessoas estavam envolvidas na organização em nível nacional e internacional e 455 repórteres e fotógrafos tinham sido credenciados para a cobertura, número inferior apenas aos Jogos Olímpicos. O prêmio para a vencedora também foi substancialmente aumentado, passando para US$7500 em dinheiro mais contratos para o  mandato de um ano no valor de US$10 mil, aproximadamente US$150 mil dólares nos dias de hoje.

## Evento
A semana do evento porém, não começou sem percalços. Devido ao calor de 32°C que fazia em Miami, durante as sessões fotográficas em trajes de banho que ocorriam em frente ao Centro de Convenções de Miami, várias candidatas sofreram de desidratação, desmaiaram e tiveram que receber socorro. O episódio levou ao cancelamento de apresentações ao ar livre das misses para a mídia. 
A primeira novidade foi a presença da Miss Okinawa, que causou interesse da imprensa por ser uma representante à parte do Japão. Então território americano, o arquipélago no sul do Japão tem uma cultura, língua e costumes próprios, e durante cinco anos, até 1968, enviou representantes ao Miss Universo, sem entretanto conseguir resultados expressivos Algumas misses de belezas diferentes tornaram-se as favoritas, como as Misses Dinamarca, Filipinas, Alemanha, Irlanda – cuja beleza era comparada a Elizabeth Taylor – e a gaúcha Ieda Maria Vargas, de sorriso largo e figura perfeita, batizada de "baby" durante o evento pela sua face de menina, transformada na favorita número 1 da América do Sul.

A Miss Inglaterra, Susan Pratt, acabou não competindo, depois de ser atropelada por um carro nas vésperas do concurso, quebrando uma perna e precisando ser internada num hospital. Mesmo assim, foi apresentada ao público na noite da final, entrando no palco em cadeira de rodas. Pratt foi colega de hospital de Marlene Schmidt, Miss Universo 1961, internada ao mesmo tempo para uma operação de apendicite de emergência, e que recebeu a visita de sua sucessora, a Miss Universo reinante, Norma Nolan. 
As semifinalistas escolhidas pelo júri preliminar foram consideradas quase perfeitas e um dos melhores Top 15 da história do concurso. Entre elas, além de Ieda e das outras dadas como favoritas, estavam Argentina, Finlândia, França, Itália, Japão, Filipinas e Estados Unidos.
Foi reportado que os dois americanos e os dois britânicos do júri queriam uma loira como vencedora da edição e a escolha feita era a Miss Dinamarca, Aino Korva, uma das favoritas e de rosto perfeito. Porém, na noite final, um deles, o ator britânico Peter Sellers, cativado pelos grandes olhos negros e pelo sorriso de Ieda, mudou suas notas, dando nota máxima à brasileira em suas três apresentações e decidindo o título em favor dela e deixando a Miss Dinamarca em segundo lugar .  Depois do concurso, Sellers convidaria Ieda a fazer carreira no cinema e estrelar seu próximo filme, A Pantera Cor de Rosa, que ela recusou dizendo querer apenas voltar para Porto Alegre após seu mandato, casar e ter filhos; diante da negativa de Ieda, Sellers convidou Claudia Cardinale.
Assim como acontecido com a peruana Gladys Zender em 1957, o pai de Ieda não foi alguém fácil de se lidar pela organização. Depois de várias negociações, seus pais se mudaram para Nova York para estar perto da filha durante seu ano de reinado; sua mãe chegou a fazer várias viagens com ela pelo mundo como dama de companhia. De volta ao Brasil, ela foi recebida não por milhares, mas por milhões de pessoas nas ruas durante sua passagem pelo Rio de Janeiro e por sua Porto Alegre natal, numa época em que os concursos de beleza tinham a mesma importância e popularidade que uma Copa do Mundo.

### Colocações
| Posição                 | País & Candidata |
| ----------------------- | --- |
| Miss Universo 1963      | - Brasil — Ieda Maria Vargas |
| 2º. Lugar               | - Dinamarca — Aino Korva |
| 3º. Lugar               | - Irlanda — Marlene McKeown |
| 4º. Lugar               | - Filipinas — Lalaine Bennett |
| 5º. Lugar               | - Coreia do Sul — Kim Myoung-ja |
| (TOP 15) Semifinalistas | - África do Sul — Ellen Leibenberg - Alemanha — Helga Ziesemer - Argentina — Olga Galuzi - Áustria — Gertrude Bergner - Colômbia — Cristina Alvárez - Estados Unidos — Marite Ozers - Finlândia — Riita Hellevi - França — Monique Lemaire - Itália — Gianna Serra - Japão — Noriko Ando |

### Prêmios especiais

#### Miss Simpatia
- Vencedora:  Escócia — Grace Taylor.

#### Miss Fotogenia
- Vencedora:  Irlanda — Marlene  McKeown.

#### Melhor Traje Típico
- Vencedora:  Israel — Sherine Ibrahim.

## Candidatas
Em negrito, a candidata eleita Miss Universo 1963. Em itálico, as semifinalistas.
| - África do Sul - Ellen Leibenberg (SF) - Alemanha - Helga Ziesemer (SF) - Argentina - Olga Galuzi (SF) - Áustria - Gertude Bergner (SF) - Bahamas - Sandra Young - Bélgica - Irene Godin - Bolívia - Ana María Gutiérrez - Brasil - Ieda Maria Vargas (1°) - Canadá - Jane Kmita - Sri Lanka - Manel da Silva - Colômbia - María Cristina González (SF) - Coreia do Sul - Kim Myoungja (5°) - Costa Rica - Sandra Chryssopulos - Cuba (Livre) - Alicia Chia - Curaçao - Philomena Zielinski - Dinamarca - Aino Korva (2°) - Equador - Patricia Córdoba - Escócia - Grace Taylor (MS) - Espanha - María Rosa Gómez - Estados Unidos - Marite Ozers (SF) - Filipinas - Lalaine Bennett (4°) - Finlândia - Riita Kautianinen (SF) - França - Monique Lemaire (SF) - Grécia - Despina Orgeta - Guiana Inglesa - Gloria Flackman | - Holanda - Elsa Onstenk - Irlanda - Marlene McKeown (3°, MF) - Islândia - Theodora Thordardóttir - Israel - Sherine Ibrahim (TT) - Itália - Gianna Serra (SF) - Jamaica - June Bowman - Japão - Noriko Ando (SF) - Luxemburgo - Mia Dahm - Marrocos - Selma Rahal - Nicarágua - Leda Sánchez - Noruega - Eva Carlberg - Nova Zelândia - Regina Scandroff - Estados Unidos Okinawa - Reiko Uehara - País de Gales - Maureen Thomas - Paraguai - Amelia Benítez - Peru - Dora Toledano Godier - Porto Rico - Jeanette Blascoechea - República Dominicana - Carmen de Benito - Suécia - Kerstin Jonsson - Suíça - Diana Tanner - Suriname - Brigitta Hougen - Trinidad - Jean Sotodart - Turquia - Guler Sumaray - Uruguai - Graciela Pintos - Venezuela - Irene Morales Machado |